# 下茹拉夫卡
49°20′12″N 37°39′48″E / 49.33667°N 37.66333°E
下茹拉夫卡（烏克蘭語：Нижня Журавка）是位於烏克蘭東部的村莊，由哈爾科夫州伊久姆區的博罗瓦市镇負責管轄。該村始建於1775年，面積0.85平方公里，海拔高度89米，2001年人口104，人口密度每平方公里121.8人。